# Park Grūtas
Park Grūtas – istniejąca od 2001 plenerowa prywatna ekspozycja pomników polityków radzieckich oraz przedmiotów związanych z historią tego kraju, w szczególności Litewskiej SRR. Twórcą i właścicielem parku jest przedsiębiorca Viliumas Malinauskas. Park położony jest w pobliżu miasta Druskieniki, na terenie Dzukijskiego Parku Narodowego, nieopodal miejscowości Grūtas (pol. Gruta).

## Historia
Po odzyskaniu niepodległości przez Litwę w 1990 wybudowane w okresie przynależności do ZSRR pomniki przywódców i polityków radzieckich były masowo usuwane i niszczone lub umieszczane w magazynach. W 1998 Viliumas Malinauskas wystąpił do władz litewskich z prośbą o przekazywanie mu zachowanych rzeźb oraz innych pamiątek w celu zorganizowania muzeum. Jego prośba spotkała się z pozytywną odpowiedzią, a ze względu na liczbę otrzymanych obiektów Malinauskas rezygnował z wielu z nich, przyjmując do muzeum jedynie te zachowane w dobrym stanie technicznym. Zgromadzone eksponaty, zwożone na miejsce ekspozycji od początku 1999, zostały wystawione w 2001 w wydzielonym fragmencie parku narodowego Dzūkija w pobliżu Druskienik o powierzchni 20 hektarów. Jeszcze przed otwarciem park stał się przedmiotem publicznej debaty – pomysł Malinauskasa zyskał aprobatę ówczesnej premier Litwy Kazimiery Prunskiene, jednak padały również głosy polityków i stowarzyszeń, by nie dopuścić do otwarcia muzeum utrwalającego pamięć o Litewskiej SRR. Z późniejszych sondaży wynikało, że 63% społeczeństwa poparło ideę parku. Za zorganizowanie muzeum Malinauskas otrzymał w tym samym roku Nagrodę Ig Nobla.
W 2007 Zrzeszenie Obrońców Praw Autorskich zażądało od właściciela parku wypłacania 6% przychodu z biletów wstępu właścicielom praw autorskich do siedmiu spośród eksponowanych rzeźb. W odpowiedzi Malinauskas przeniósł je poza właściwą przestrzeń parku, co sprawia, że ich oglądanie jest bezpłatne.

## Ekspozycja
Na terenie wystawowym znalazły się pomniki przywódców ZSRR (Lenina, Stalina), litewskich działaczy komunistycznych (Vincas Mickevičius-Kapsukas, Pranas Eidukevičius) i partyzantów (Marytė Melnikaitė). Ponadto w specjalnym pawilonie została zrekonstruowana sala zebrań partyjnych z biblioteką, zaś osobne budynki mieszczą wystawę malarstwa i rzeźby socrealistycznej oraz innych pamiątek poradzieckich. W parku znajduje się również plac zabaw dla dzieci, kawiarnia oraz sklepy z pamiątkami. Przy wejściu na teren parku znajduje się kopia drutów otaczających radziecki łagier, wagonu, jakim dowożono do niego więźniów, dalej zaś kopia głośnika obozowego. Łącznie w parku znajduje się 86 rzeźb radzieckich autorstwa 46 różnych twórców.